# Adán Orleton
Adán Orleton (Adam o Adam of Orlton, Adam de Orlton, Adam de Orleton) (m. 1345) fue un clérigo inglés y administrador real.

## Biografía
Orleton nació en la familia Monmouthshire. Sus sobrinos fueron John Trilleck, obispo de Hereford y Thomas Trilleck, obispo de Rochester.
Orleton fue elegido obispo de Hereford el 15 de mayo de 1317, y consagrado el 22 de mayo de 1317. Fue trasladado para ser obispo de Worcester el 25 de septiembre de 1327, y por último al cargo de obispo de Winchester el 1.º de diciembre de 1333. Fue responsable de la construcción de la gran torre central, una maravilla en su momento y aún sorprendente.
Orleton apoyó a la reina Isabel de Francia y Rogelio Mortimer contra Eduardo II de Inglaterra, teniendo un papel significativo en los acontecimientos de 1326.
El historiador británico Ian Mortimer ha señalado recientemente que las acusaciones de sodomía de Orleton contra el rey Eduardo II en 1326-1327 podían haber sido falsas, y que podrían referirse a una campaña contra un adversario político, como previamente ocurrió con el papa Bonifacio VIII acusado por Guillermo de Nogaret, canciller del rey Felipe IV de Francia, así como aquellos involucrados en la desposesión de los caballeros templarios durante lo cual Orleton fue uno de los más destacados enemigos de la orden.
En 1327 Orleton tuvo, por breve tiempo, el cargo de Lord gran tesorero desde enero hasta marzo.
Orleton murió el 18 de julio de 1345.

## En la literatura
En la obra de Christopher Marlowe Eduardo II, Orleton interviene en la muerte de Eduardo. Esta historia tradicional no está apoyada por ningún historiador contemporáneo.
También aparece como personaje secundario en el tomo V de la serie Los Reyes Malditos de Maurice Druon, La loba de Francia.